# Karma Police
Karma Police è un singolo dei Radiohead, tratto dal loro terzo album OK Computer. Il titolo deriva da uno scherzo molto diffuso nella band: spesso, infatti, un membro diceva all'altro che avrebbe chiamato «la polizia del karma» se avesse fatto qualcosa di sbagliato. Questo scherzo fu poi incorporato nel titolo della canzone.
Karma Police riscosse un buon successo commerciale, piazzandosi all'ottavo posto nella Official Singles Chart e al quattordicesimo posto nella Modern Rock Tracks. Nel 2021 Rolling Stone ha inserito il brano alla posizione 279 della classifica delle 500 migliori canzoni di tutti i tempi.
Il brano fu composto principalmente da Jonny Greenwood e Thom Yorke, mentre il finale fu creato da Ed O'Brien con un effetto feedback creato dalla sua chitarra.
Le due b-side Meeting The Aisle e Lull furono composte invece da Ed O'Brien.

## Video musicale
Il video musicale  di Karma Police fu girato da Jonathan Glazer, precedentemente responsabile della regia del video di Street Spirit (Fade Out), noto per i suoi lavori con Jamiroquai (Virtual Insanity) e Massive Attack (Karmacoma). Il video debuttò in TV nell'agosto del 1997. Nel video è presente, oltre al frontman Thom Yorke, anche l'attore ungherese Lajos Kovács.

### Trama
Nel video la telecamera presenta la visuale dal punto di vista del posto da guidatore di un'auto. L'ambientazione è notturna, su una strada deserta. Appena entra il guidatore - che durante il video non viene mai inquadrato - la macchina parte.
Dopo pochi secondi, all'improvviso, in lontananza appare un uomo che, con andatura incerta e goffa, cerca di non farsi raggiungere dalla vettura. A questo punto, la telecamera si sposta (rimanendo sempre nella posizione del conducente) e mostra Thom Yorke, che canta seduto sul sedile posteriore. Quando la telecamera ritorna sulla visuale del guidatore, l'uomo che corre è stato raggiunto dall'auto, che ora si muove a bassa velocità. La telecamera ritorna poi su Yorke (che ora è sporto dal sedile posteriore).
La telecamera ora si sposta dalla posizione originale, inquadrando il volto dell'uomo inseguito, che dopo pochi attimi rallenta la sua corsa e si accascia a terra stremato, con la vettura che si ferma a pochi centimetri da lui. L'uomo, provato dalla corsa, riesce però a rialzarsi, e appena avviene ciò, l'auto compie una rapida retromarcia, allontanandosi di diversi metri. A questo punto, l'uomo vede che il veicolo ha lasciato sull'asfalto una scia di benzina (persa dal serbatoio).
L'uomo, mettendosi le mani dietro la schiena (non facendosi così vedere), preleva dalla tasca destra dei suoi pantaloni una piccola scatola di fiammiferi. Ne accende uno, che posa sulla scia di benzina, da cui parte una fiammata. Il guidatore a questo punto ingrana la retromarcia, ma ben presto le fiamme raggiungono l'auto e la avvolgono. La telecamera (tornata sulla visuale del guidatore) a questo punto si muove freneticamente, mostrando nuovamente il sedile posteriore, ora vuoto.

### Riconoscimenti
Il videoclip è uno dei più conosciuti, oltre che uno dei più premiati, sia per quanto riguarda i Radiohead sia per quanto riguarda Jonathan Glazer (che vinse diversi premi, fra cui un "MTV Director of the Year 1997 Award"). Il regista, tuttavia, considera questo videoclip «un completo fallimento, perché ho deciso di fare un uso davvero troppo minimalista e soggettivo della telecamera, cercando di fare qualcosa che, da un'unica prospettiva, sembrasse tanto ipnotico quanto drammatico. È una cosa molto difficile da realizzare e io credo di non avercela fatta».

## Tracce
CD 1
Testi di Thom Yorke.
1. Karma Police - (musica: Jonny Greenwood, Thom Yorke, Ed O'Brien)
2. Meeting in the Aisle - (musica: Ed O'Brien)
3. Lull - (musica: Ed O'Brien)

CD 2
1. Karma Police
2. Climbing Up the Walls (Zero 7 Mix) - (musica: Jonny Greenwood, Thom Yorke)
3. Climbing Up the Walls (Fila Brazillia Mix)

## Classifiche
| Classifica (1997)         | Posizione massima |
| ------------------------- | ----------------- |
| Australia                 | 71                |
| Belgio (Fiandre)          | 59                |
| Belgio (Vallonia)         | 35                |
| Danimarca                 | 15                |
| Finlandia                 | 15                |
| Irlanda                   | 15                |
| Italia                    | 10                |
| Nuova Zelanda             | 32                |
| Paesi Bassi               | 50                |
| Regno Unito               | 8                 |
| Stati Uniti (alternative) | 14                |